# روبرتو برتول
روبرتو برتول (انگلیسی: Roberto Bertol; ۲ دسامبر ۱۹۱۷ – ۳ مارس ۱۹۹۰) بازیکن فوتبال اهل اسپانیا بود.
از باشگاه‌هایی که در آن بازی کرده‌است می‌توان به باشگاه فوتبال اتلتیک بیلبائو اشاره کرد.
وی همچنین در تیم ملی فوتبال Spain بازی کرده‌است.